# Friedrich Albrecht Fahrzeugfabrik

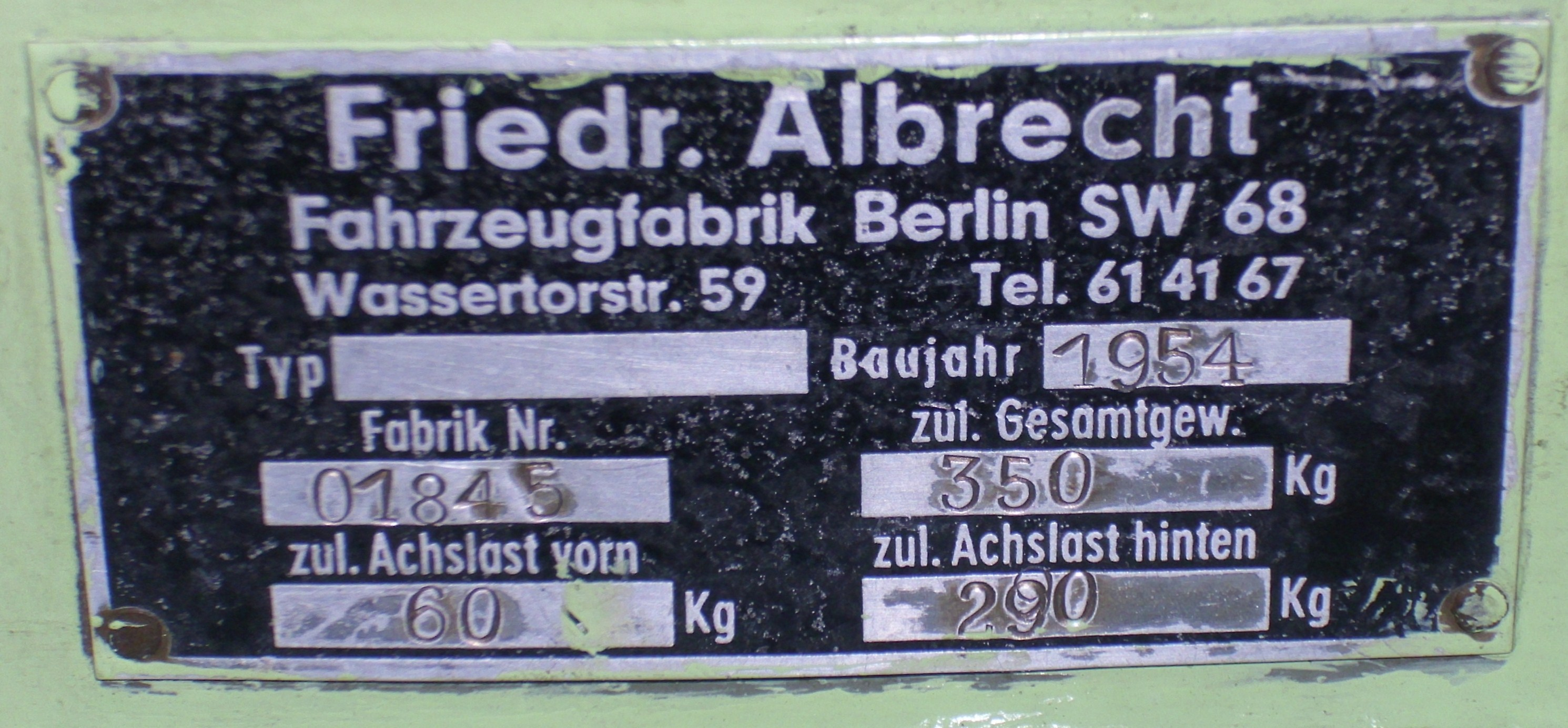
Typenschild an einem Albrecht

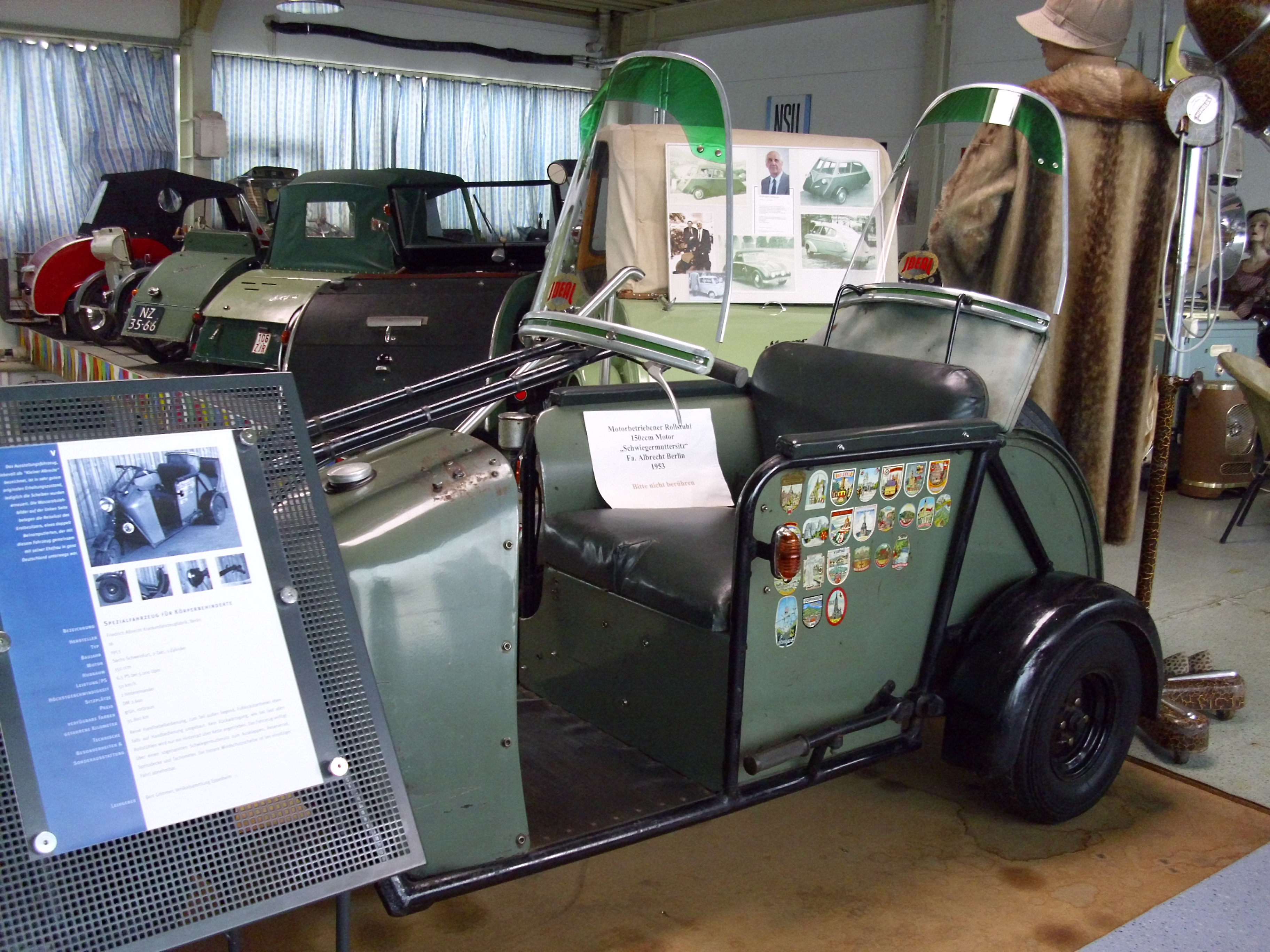
Albrecht von 1953

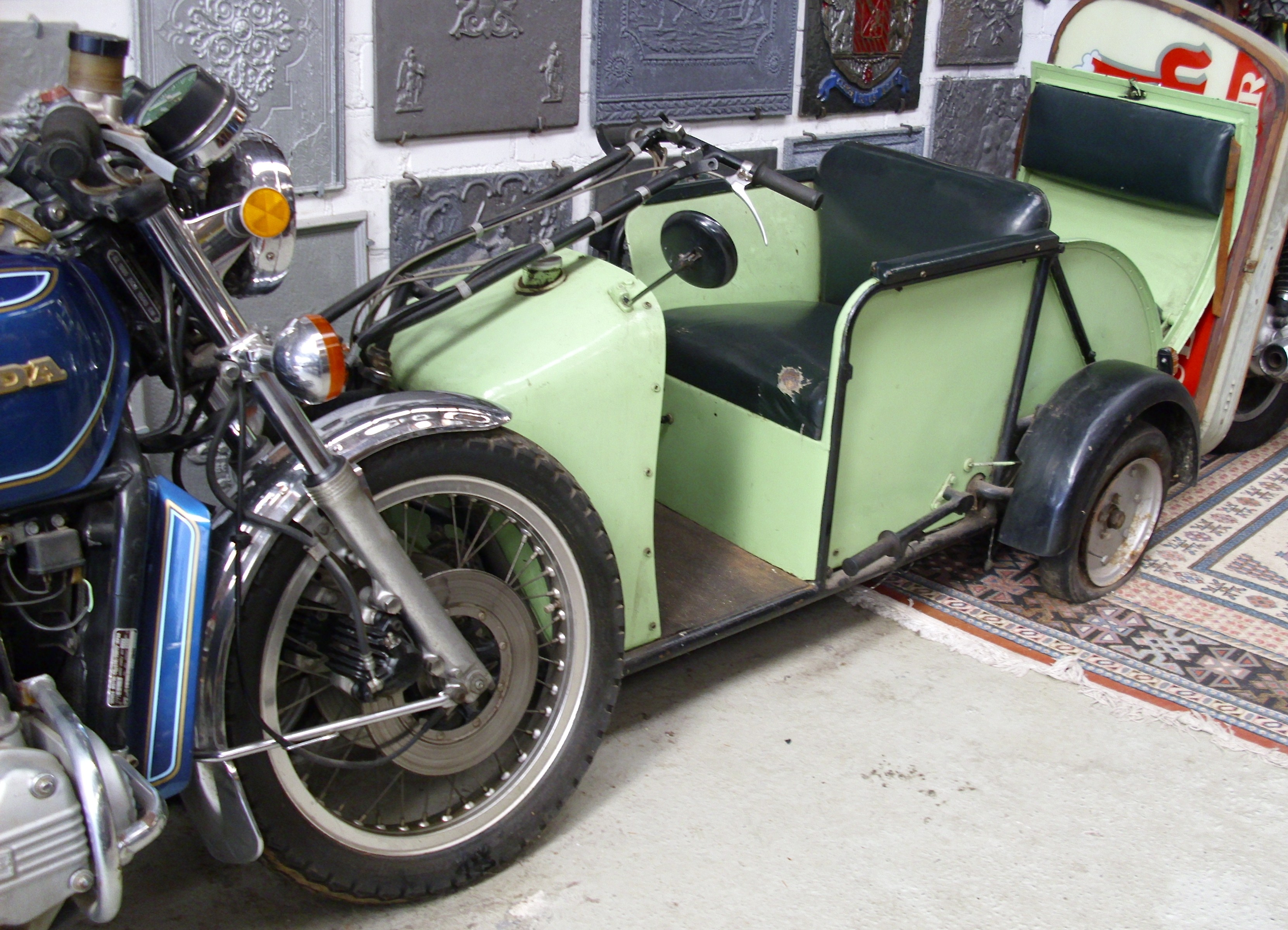
Albrecht von 1954

Die Friedrich Albrecht Fahrzeugfabrik, vorher Friedrich Albrecht Fahrzeugbau, war ein deutscher Hersteller von Behinderten-Rollstühlen und Automobilen.

## Unternehmensgeschichte
Das Unternehmen wurde 1924 in Berlin gegründet. 1949 begann die Produktion von Automobilen. Der Markenname lautete Albrecht. 1955 endete die Kraftfahrzeugproduktion nach etwa 600 hergestellten Exemplaren. Es ist nicht bekannt, wann das Unternehmen aufgelöst wurde.

## Kraftfahrzeuge
Das erste Modell war der Dreiradroller. Das Fahrzeug hatte drei Räder; das einzelne Rad war vorne. Für den Antrieb sorgte meistens ein Einbaumotor der ILO-Motorenwerke. Die Abnehmer waren überwiegend Kriegsversehrte.
1949 oder 1953 folgte ein echter Kleinstwagen, wiederum ein Dreirad mit dem Einzelrad vorne. Ein Motor von Sachs mit 175 cm³ Hubraum und 9 PS Leistung war oberhalb des Vorderrades montiert und trieb das Vorderrad an. Die Höchstgeschwindigkeit betrug 65 km/h. Das Fahrzeug sah im Gegensatz zum Dreiradroller wie ein richtiges Auto aus, war allerdings mit 3150 DM zu teuer, um sich am Markt behaupten zu können. Es entstanden lediglich fünf oder sechs Exemplare.